# Jan Teodoryk Potocki
Jan Teodoryk (Teodor) Potocki herbu Pilawa (ur. ok. 1608 roku – zm. w 1665 roku) – podkomorzy halicki w latach 1632-1664, działacz różnowierczy, tłumacz.
Syn Andrzeja kasztelana kamienieckiego, brat: Krzysztofa i Stanisława Rewery. 
Poślubił Annę Leszczyńską, córkę Wacława Leszczyńskiego, kanclerza wielkiego koronnego. Był właścicielem m.in. Gwoźdzca.
Był członkiem konfederacji generalnej zawiązanej 31 lipca 1648 roku. Wyznaczony komisarzem do rady wojennej w 1648 roku. 
Poseł sejmiku halickiego na sejm 1649/1650 roku, sejm zwyczajny 1652 roku, sejm 1661 roku.